# 7 Sinners
7 Sinners es el decimotercer álbum de estudio de la banda alemana de power metal Helloween, con fecha de lanzamiento el 31 de octubre de 2010.

## Antecedentes
El primer sencillo que la banda lanzó antes de la publicación del álbum fue "Are You Metal?", canción para la que se rodó un videoclip. 
En este disco, los cinco integrantes del grupo componen todas las canciones por separado. 
Se trata de un álbum variado, en el que destaca un sonido contundente como línea general. La idea de endurecer las composiciones la decidió el grupo con el objetivo de dar una respuesta al disco recopilatorio Unarmed Best of 25th anniversary, editado a finales de 2009, que presentaba versiones pop de algunos de sus temas más representativos. Unarmed fue un lanzamiento que no convenció a muchos seguidores, debido a que se trató de un experimento muy poco cercano al heavy metal. A pesar del carácter desenfadado de Unarmed, que nunca se mostró al público como una propuesta seria, los fanes quedaron en general descontentos. De ahí, la idea de volver a un estilo de heavy metal contundente y con menos concesiones en 7 Sinners
7 Sinners posee canciones que llevan a Helloween a su estilo más duro en mucho tiempo, al contar con piezas como "Are you metal?". Por otra parte, destacan "Who is Mr Madman?", que trata el tema de la locura o "You Stupid Mankind", que lleva una crítica severa a la humanidad y se relaciona con "If a Mountain Could Talk" tema que, al contrario de la ya mencionada, hace una aseveración al mundo. Otra de las canciones es "Long Live the King", que es de las más duras del álbum, por su extrema rapidez tanto en la batería como en la guitarra y que Andi Deris escribió en homenaje a Ronnie James Dio cuando este estaba enfermo.
"Far In the Future" es la canción con la que acaba el álbum. No obstante, en la versión deluxe del disco se incluye el tema I'm Free. 
Otros bonus tracks son "Aiming High" y "Faster We Fall".

## Lista de canciones
1. "Where the Sinners Go" - 03:35 (Andi Deris)
2. "Are You Metal?" - 03:38 (Andi Deris)
3. "Who is Mr. Madman?" - 05:40 (Sascha Gerstner)
4. "Raise the Noise" - 05:06 (Michael Weikath)
5. "World of Fantasy" - 05:15 (Markus Grosskopf)
6. "Long Live the King" - 04:12 (Andi Deris)
7. "The Smile of the Sun" - 04:37 (Andi Deris)
8. "You Stupid Mankind" - 04:05 (Sascha Gerstner)
9. "If a Mountain Could Talk" - 06:43 (Markus Grosskopf)
10. "The Sage, the Fool & the Sinner" - 04:00 (Michael Weikath)
11. "My Sacrifice" - 05:00 (Sascha Gerstner)
12. "Not Yet Today" - 01:11 (Andi Deris)
13. "Far in the Future" - 07:42 (Andi Deris)

## Pistas adicionales
1. "I'm Free" - (Bonus track edición deluxe) (Markus Grosskopf)
2. "Faster We Fall" - (Bonus track edición japonesa) (Markus Grosskopf)
3. "Aiming High"- (Bonus track descarga digital) (Markus Grosskopf)

## Créditos
- Andi Deris-Voz.
- Michael Weikath-Guitarras.
- Sascha Gerstner-Guitarras.
- Markus Grosskopf-Bajo.
- Dani Löble-Batería.

## Músicos invitados
- Matthias Ulmer - Teclados
- Eberhard Hahn - Solo de flauta en "Raise the Noise".
- William "Billy" King y Olaf Senkbeil - Coros.
- Ron Deris - Coros adicionales en "Far in the Future".
- Biff Byford - Prólogo narrado en 'Who is Mr. Madman?'
- Marcos Moura - Ilustraciones de calabazas en el libreto.

- Datos: Q270035